# CloneCD
CloneCD – program umożliwiający sporządzanie kopii danych, także zabezpieczonych płyt. Został napisany przez Elaborate Bytes, lecz jako że jest to szwajcarska firma, zostali zmuszeni do zaprzestania kontynuowania prac nad swym projektem, ze względu na łamanie praw Unii Europejskiej. Aktualnie CloneCD jest rozwijany przez SlySoft – firmę zarejestrowaną na wyspie Antigua, której prawo nie stanowi żadnych przeszkód.
CloneCD tworzy dokładną kopię płyty w formacie .ccd, umieszczając w niej także zabezpieczenia, dzięki czemu system widzi kopiowane gry oraz aplikacje jako oryginalne.